# Gastronomia de les comarques xurres
La gastronomia de les comarques xurres tracta sobre els menjars i begudes típiques de la cuina xurra del País Valencià, autòctona de les comarques de l'Alt Millars, l'Alt Palància, els Serrans, la Foia de Bunyol, el Racó d'Ademús, i també els pobles de Sinarques i Xera a la Plana d'Utiel.
Les comarques xurres són comarques històricament repoblades per aragonesos i, per tant, la tradició culinària xurra és en gran part hereva de la cuina aragonesa, i en menor mesura, de la cuina catalana. Comparteix amb la primera el mojete, els gaspatxos, el xai rostit, embotits de porc el potaje i les gachas migas de blat i dacsa. De la segona, pren la tradició de fer coques. En comú amb tot el País Valencià i més enllà, s'hi fa paella i altres plats d'arròs com l'arroz empedrao. Igualment s'hi troba l'ollada de poble i el putxero, preparacions típiques tant de l'interior valencià com de l'Aragó.
Pel que fa a la Canal de Navarrés, malgrat no ser una comarca històricament xurra —gran part d'ella fou repoblada al segle xviii per navarresos de parla castellana— la seua cuina presenta molts trets paral·lels amb la de les comarques xurres.
La cuina xurra en conjunt és una gastronomia típicament d'interior, amb especial èmfasi en la carn de porc, de xai i de caça.
Hi ha una tradició vinícola arrelada a les terres xurres, en especial als Serrans i la Foia de Bunyol.
En l'apartat de dolços, és de destacar els rosegons (carquinyolis), pastissos i rollicos. S'ha postulat que el xurro, pasta de bunyol fregida i allargada, siga originari d'aquestes contrades. El cert però és que el xurro no és típic a les comarques xurres però sí que ho és a Castella i Andalusia.

## Serrans
Als Serrans, els productes locals són la mel, l'oli d'oliva i el vi. Un plat popular és l'olla xurra o olla de carne, com ho són també les gachas y migas, l'arròs al forn, les coques de mollas i llanda, dolços de pasta seca amb licor d'anís o de cassalla anomenats congrets, pastissos de moniato, mantecaus, panizas, i morcas (morcilla). És important el matacerdo, o matances.
Cada poble té especialitats. A Xulilla un dolç típic és el reguiño i un plat, el ajo arriero, amb bacallà i patata. D'ací i de Sot de Xera és el rin-ran, una variació de l'olla xurra. A Xestalgar són habituals els rosigones d'ametlla, de Calles les mariquitas, els malhechos i els rollicos de cassalla. A la Llosa del Bisbe fan embotits: morcilla, llonganissa, xoriç, cansalada i güeña. A Bugarra són famoses les olles de penques, amb penques, fesols, xai, porc, patata i botifarra; també destaca una pasta salada amb cacauet anomenada el primo. A Alpont es fan els vins de Gran Turia i Castillo de Alpuente, i els vins de Pedralba i Vilar també són coneguts. A les Alcubles hi ha una gran producció local de mel, vi, oli d'oliva i torró de crema cremada. Finalment, a Andilla destaquen les gachasmigas i la mel.
Pel que fa a Sinarques, poble xurro fitant amb els Serrans, la seua especialitat és el dolç de pasta fregida i coberta en mel anomenat «burruecos» i per descomptat el cultiu de la vinya.

## La Canal de Navarrés
A la Canal de Navarrés, la repoblació per navarresos no ha comportat l'adopció de cap plat basconavarrès, sinó una gastronomia típicament d'interior i més aviat xurra, és a dir d'herència aragonesa, amb les torticas, els gaspatxos, els bescuits, i els rotllets d'anís típiques de les comarques xurres. Un elements més castellà és el mojete possiblement relacionat amb el murcià moje. Com a comarca, la Canal s'orienta més cap a la Costera i la Ribera Alta que no cap a l'interior i això es reflecteix en plats de tradició valenciana com l'arròs, el bullit, la mona de pasqua, pastissets de moniato i tonya.
Entre els productes locals cal destacar el formatge fresc de Bolbait i l'embotit d'Énguera. A tota la comarca s'elabora oli d'oliva.